# McFarland standard

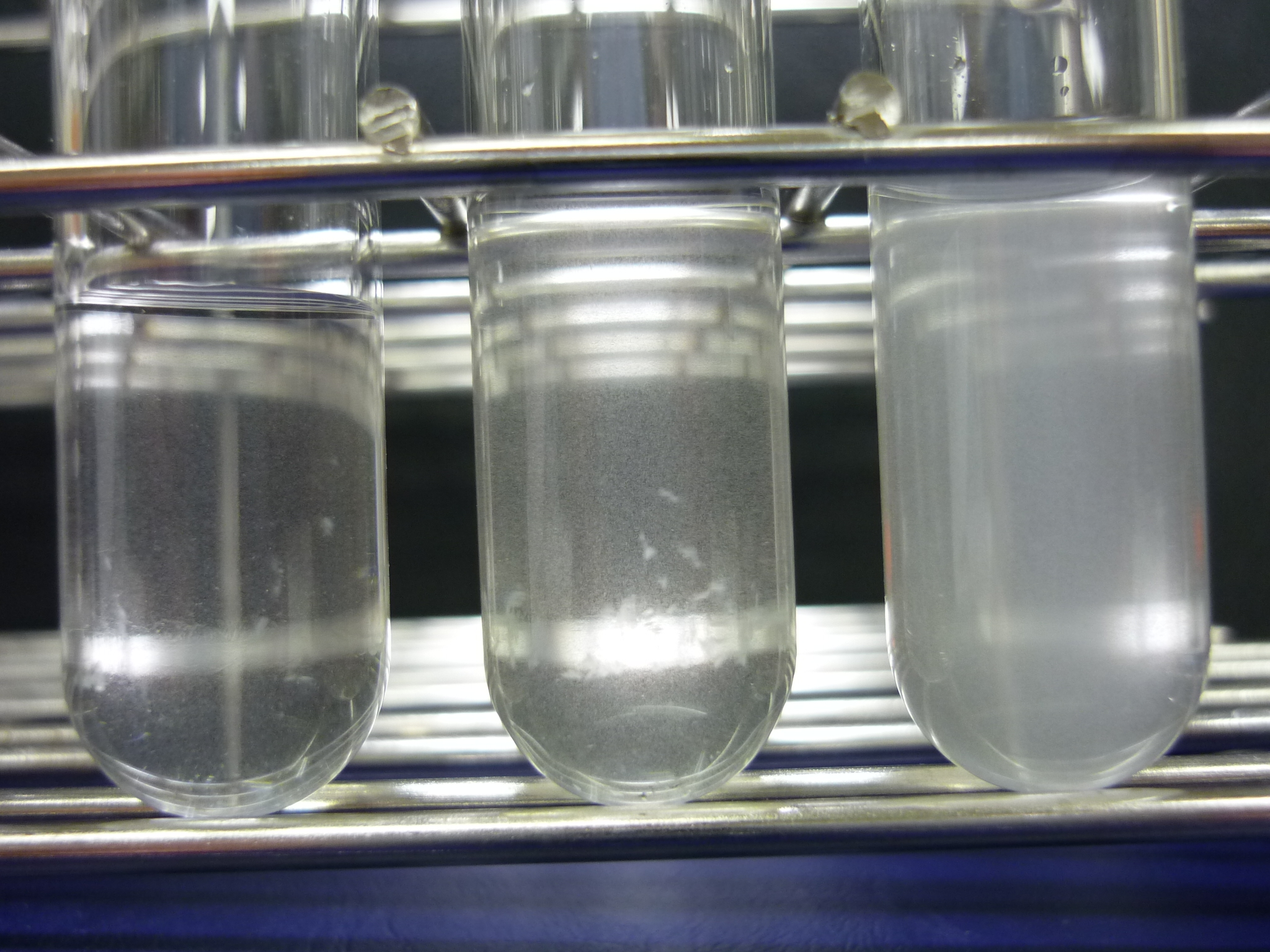
Standard McFarland, da Sx a Dx: 0,5 1 e 2.

In microbiologia, lo Standard McFarland è usato come riferimento per raggiungere la giusta torbidità di sospensioni batteriche in modo da raggiungere una certa concentrazione di cellule per volume di sospensione, necessario per l'esecuzione di alcune indagini microbiologiche. Un esempio delle suddette è l'antibiogramma, test usato per definire la MIC di un determinato ceppo batterico, ed effettuato di routine nei laboratori di microbiologia clinica e nei laboratori di ricerca. Se la sospensione è troppo concentrata o troppo diluita, il risultato dell'analisi può essere erroneamente interpretato.